# Zaak-Romano van der Dussen
De zaak-Romano van der Dussen is een justitiële dwaling van de Spaanse justitie waardoor een Nederlander lange tijd onschuldig gevangenzat. 

## Voorgeschiedenis
Van der Dussen had een lange voorgeschiedenis met het gerecht. Voor de zaak in 2003 werd hij zowel in Nederland als in Spanje veroordeeld voor huiselijk geweld en zedenfeiten. 

## 2003
Na een verkrachting en twee aanrandingen in 2003 in Fuengirola werd de aldaar woonachtige Romano van der Dussen gearresteerd en veroordeeld tot 15 jaar. De veroordeling was er onder meer op gebaseerd dat slachtoffers zijn foto kozen uit een stapel foto's van mogelijke daders. In een line-up werd Van der Dussen als enige Noord-Europeaan tussen enkel Spanjaarden gezet. In 2006 bleek een DNA-spoor op de verkrachte vrouw te matchen met het DNA van de Britse moordenaar Mark Dixie. De Spaanse justitie oordeelde dat voor heropening van de zaak meer DNA-materiaal van Dixie nodig was. 
In 2015 bekende Dixie de verkrachting waarvoor Van der Dussen was veroordeeld. De zaak werd heropend en Van der Dussen werd hiervan vrijgesproken. Romano bleef nog steeds veroordeeld voor de twee aanrandingen. Omdat hij op dat moment al zijn straftijd voor de aanrandingen had uitgezeten, werd hij vrijgelaten op 11 februari 2016. Dixie heeft nooit de twee aanrandingen bekend.

## Documentaire Elena Lindemans
Begin 2019 bracht filmmaker Elena Lindemans Ik heb het niet gedaan  uit, waarbij ze Romano twee jaar lang na zijn vrijlating volgde. In de documentaire komen een aantal nieuwe zaken aan het licht.